# تيمو هاينز
تيمو هاينز (بالألمانية: Timo Heinze) هو لاعب كرة قدم ألماني، ولد في 23 فبراير 1986 في روزنهايم في ألمانيا. شارك مع منتخب ألمانيا تحت 16 سنة لكرة القدم. أما مع النوادي، فقد لعب مع بايرن ميونخ الثاني وبايرن ميونخ وفورتونا كولن ونادي أونترهاخينغ.

## وصلات خارجية
- تيمو هاينز على موقع قاعدة بيانات كرة القدم.إي يو (الإنجليزية)
- تيمو هاينز على موقع بيانات كرة القدم. دي إي (الألمانية)
- تيمو هاينز على موقع عالم كرة القدم.نت (الإنجليزية)